# 博伊德嶺
76°57′S 116°57′W / 76.950°S 116.950°W
博伊德嶺（英語：Boyd Ridge）是南極洲的山嶺，位於瑪麗伯德地，處於克拉里山脈南端，長41公里，美國地質調查局根據測量和該國海軍的空中照片繪入地圖，現時由南極條約體系管理。